# Arunachal Pradesh
Arunachal Pradesh är en delstat i Indien. Tillsammans med regionen Aksai Chin är Arunachal Pradesh territorium som såväl Kina som Indien hävdar som sitt.

## Historia
Arunachal Pradesh, under senare delen av Brittiska Indiens existens känt som NEFA (North East Frontier Agency), blev 1972 unionsterritorium (Union Territory) och erhöll i november 1986 status som delstat. Utrikespolitiska ställningstaganden var de främsta skälen till att Indien lät Arunachal Pradesh få denna status.
Nordvästra delen av området var en del av Monpariket med huvudstad i Monyul, mellan åren 500 f.Kr. och 600. Senare kom de nordligare områdena under Tibets herravälde. De mot Myanmar angränsande områdena kom under Kungadömet Ahom och sedan Assamriket innan slutligen britterna annekterade hela regionen 1858.
Den brittiske guvernören sir Henry McMahon drog under Simlakonferensen 1913–1914 upp en 550 miles lång gräns (McMahon Line) som gräns mellan Brittiska Indien och Tibet. Gränsen erkändes aldrig av Kina, och som en följd av detta menar Kina alltjämt att Arunachal Pradesh rätteligen är kinesiskt territorium och tillhör prefekturen Nyingtri. Jfr Kinesisk-indiska kriget.

## Samhälle
Monpa- och sherdukpenfolken är mahayanabuddhister och lever på jordbruk samt boskapsskötsel. Khampti och singpho är däremot hinayanabuddhister och härstammar sannolikt från Myanmar och Thailand, vilket styrks av att deras alfabet är siamesiskt.
De jordbrukande adi, aka, apatani, bangni med flera har sina egna naturreligioner. Dessa folk är också kända för att ha fiskodlingar parallellt med sina risodlingar. Nocte är ett av få folk i delstaten, vilka är hinduer.
Av befolkningen är 54,74 procent läskunnig.

## Geografi
Arunachal Pradesh är en eftersatt bergsprovins. Här finns dock ett rikt naturliv. Elefant, tiger, leopard med flera djur, och många exotiska fåglar. Indiens genom tiderna näst kraftigaste jordbävning ägde rum 15 augusti 1950 vid denna delstats gräns mot Kina. Jordbävningens magnitud var 8,5.

## Ekonomi
I delstaten finns tillgångar på stenkol, olja och naturgas. Det finns stora skogstillgångar och för vattenkraft utbyggbara floder.